# Zygaena carniolica
Zygaena carniolica is een dagactieve nachtvlinder uit de familie Zygaenidae, de Bloeddrupjes. De spanwijdte bedraagt tussen de 30 en 35 millimeter. De vlinder is te onderscheiden van zijn gelijkende soorten door de witte randen om de rode vlekken op zijn vleugels.
Waardplanten van de rups zijn planten uit het geslacht rolklaver. De vlinder komt voor in heel Europa behalve het noordelijke deel van Scandinavië.
De vliegtijd is juli en augustus. Voedselplanten van de vlinder komen uit de vlinderbloemenfamilie.